# Flaminia
Flaminia o Flaminia agraria va ser el nom d'una llei de l'antiga Roma, del grup de les lleis agràries, establerta pel tribú de la plebs, Gai Flamini, l'any 232 aC segons Polibi o bé el 228 aC segons Ciceró, amb Marc Emili Lèpid i Marc Publici Mal·leol com a cònsols.
Tenia per objectiu atreure el favor de la plebs i repartia entre els soldats les terres de la regió del Picè a la zona que després va ser coneguda com les Marques d'Ancona, terres que abans pertanyien al poble dels sènons. Aquesta llei va provocar la guerra amb els gals.